# Recommandation temporaire d’utilisation
Pour les articles homonymes, voir RTU.
Une recommandation temporaire d’utilisation (RTU) était un dispositif d’encadrement transitoire (maximum trois ans, renouvelable) qui autorisait, en France, l'utilisation de certains médicaments en dehors de leur autorisation de mise sur le marché (AMM). Les RTU ont été créées en 2014 et ont depuis 2021 été remplacées par les autorisations d'accès compassionnel (AAC).

## Cadre réglementaire
Un médicament doit répondre à deux types de critère :
- La sécurité d’emploi, assurée par un rapport bénéfices/risques positif lors de son utilisation dans une indication considérée. Ce rapport positif est à la base de l'AMM.
- Le bon usage repose sur le respect de son AMM lors des prescriptions.

L'Agence européenne des médicaments et l’Agence nationale de sécurité du médicament et des produits de santé (ANSM) en France ont la responsabilité de définir et d’autoriser ces usages.
Cependant, certains médicaments sont prescrits en dehors de l’AMM, soit pour répondre à un besoin de santé publique non assuré dans le cadre d’une AMM existante, soit pour assurer l’accès du médicament à certains patients dont les pathologies ne sont pas ciblées dans le dossier d’AMM.
La loi du 29 décembre 2011 relative au renforcement de la sécurité sanitaire du médicament et des produits de santé introduit donc la possibilité d’encadrer des utilisations en dehors du cadre de l’AMM par ces recommandations temporaires d’utilisation (RTU) pour des médicaments bénéficiant déjà d’une AMM en France.

## Application
Les RTU s’appliquent à l’ensemble des médicaments prescrits en ville comme à l’hôpital et prévoient l’obligation d’un suivi des patients qui doit être assuré par le laboratoire pharmaceutique concerné.
Une RTU est élaborée par l’ANSM lorsque les deux conditions suivantes sont remplies :
- il existe un besoin thérapeutique non couvert, c’est-à-dire qu’il n’existe pas d’alternative médicamenteuse appropriée disposant d’une AMM ou d’une autorisation temporaire d'utilisation (ATU) de cohorte dans l’indication concernée ;
- le rapport bénéfice/risque du médicament est présumé favorable, à partir de données scientifiques disponibles d’efficacité et de sécurité.

## Identification du besoin d’une RTU
L’ANSM peut s’autosaisir pour élaborer une RTU lorsqu’elle identifie un besoin thérapeutique non couvert et lorsqu’une situation non conforme à l’AMM est identifiée.
Toute prescription d’une spécialité non conforme à son AMM peut également être signalée à l’ANSM par :
- le ministre chargé de la santé,
- le ministre chargé de la sécurité sociale,
- la Haute Autorité de santé (HAS),
- l’Union nationale des caisses d'assurance maladie (Uncam),
- l’Institut national du cancer (Inca),
- les centres de référence/compétence pour la prise en charge des maladies rares,
- les associations agréées de patients,
- les sociétés savantes

## Instruction d’une RTU
Lorsqu’elle décide d’engager la procédure d’élaboration d’une RTU, l’ANSM procède en deux étapes successives :
- la collecte des informations nécessaires à l’instruction ;
- l’expertise scientifique de ces informations.

## Protocole de suivi des patients
La RTU comporte en annexe un protocole définissant les modalités de recueil des données et de suivi des patients, portant sur les données d’efficacité, de sécurité et les conditions réelles d’utilisation du produit.
Le suivi doit comporter :
- au moins un critère permettant d’évaluer le bénéfice thérapeutique du médicament ;
- le recueil des effets indésirables ;
- des données relatives aux conditions réelles d’utilisation.

Il ne s’agit en aucun cas d’un essai clinique. 
Le suivi poursuit un double objectif :
1. garantir que le rapport entre les bénéfices et les risques reste présumé favorable pour la situation thérapeutique identifiée et inciter, dans ce contexte, le laboratoire à engager des essais cliniques en vue d’une extension de l’AMM dans cette indication ;
2. assurer la sécurité des patients.

Il doit être réalisé conformément aux dispositions mentionnées dans la loi informatique et libertés.

## Exemples de RTU
En 2014, en France, les produits suivants font l'objet d'une RTU :
- Le bévacizumab : le 30 décembre 2014, dans le cadre de la dégénérescence maculaire liée à l'âge (DMLA)
- Le baclofène, dans le cadre du sevrage alcoolique.
- Le tocilizumab depuis le 7 avril 2014.
- L'infliximab depuis le 27 octobre 2014.

Ces traitements sont en 2023 disponibles en pharmacie d'officine et ont quitté ce dispositif.